# ميكسلز
ميكسلز (بالإنجليزية: Mixels)‏ هو برنامج رسوم متحركة من إنتاج كارتون نتورك وبإشراف من مجموعة ليغو. يتألف من 28 حلقة حتى الآن تم إنتاجها من فبراير 2014 إلى الآن ويتألف من أربعة وعشرون قبيلة وهو النار والصخر والكهرباء والجليد والاخشاب والمرونة والمستنقع والسحر والشوك والخفافيش والقمر والمطر والصناعة والطعام والبناء والشرطة والفرسان والموسيقى والقراصنة والإطفاء والمستشفى والنينجا وعمال النفايات والاخبار. يعرض على كارتون نتورك بالعربية.

## الأصوات العربية
- إبراهيم ماضي
- حسان حمدان
- شربل أيوب
- رودي قيعاني
- فادي الرفاعي
- فؤاد شمص
- جورج طويل
- حسن مهدي

## روابط خارجية
- ميكسلز على موقع IMDb (الإنجليزية)
- ميكسلز على موقع روتن توميتوز (الإنجليزية)
- ميكسلز على موقع كينوبويسك (الروسية)
- ميكسلز على موقع قاعدة بيانات الفيلم (الإنجليزية)